# Двожец Гданьски (станция метро)
«Гданьский вокзал» (пол. Dworzec Gdański) (A17) — станция Варшавского метрополитена, расположенная на улице Сломиньского, при железнодорожной станции Варшава-Гданьска, недалеко от улицы Андерса.
Открыта 20 декабря 2003 года в составе участка «Ратуш Арсенал» — «Двожец Гданьски» (без станции «Муранув»).

## Описание станции
Двухэтажная станция «Двожец Гданьски» имеет платформу и галерею. Платформа шириной 12 м и длиной 120 м расположена между путями. На станции по обе стороны платформы имеются эскалаторы, стационарные лестницы и один лифт. Через стеклянные окна станции возможно наблюдать движение поездов на платформе. Станция выдержана в серых и серебристых оттенках.
На станции действуют торговые точки, банкоматы, туалеты и полицейский участок. На этой станции есть дефибриллятор.
Станция также выполняет функцию подземного перехода под улицей Сломиньского, доступного круглосуточно. Всего имеется 5 входов (из которых 3 эскалаторы) и 4 лифта. Они позволяют выйти к автобусным и трамвайным остановкам. Подземные переходы ведут со станции метро до железнодорожной станции Варшава-Гданьская и к жилым районам, находящимся к северу от железнодорожных путей.
В мае 2008 года было подписан договор между Варшавским метрополитеном и Варшавским региональным отделением Польских Железнодорожными линиями о строительстве пешеходного подземного перехода под железнодорожной станцией Варшава-Гданьска, соединяющего станцию метро «Двожец Гданьски» с железнодорожной станцией и южным Жолибожем. Переход был построен осенью 2010 года, но длительный процесс приемки и отсутствие документации привёл к тому, что она не была доступна для пешеходов до 28 февраля 2011 года.

## Технические характеристики станции
- Площадь станции — 6 864,10 m²

- подземная часть: 6 553,40 m²,
- надземная часть: 310,7 м².

- кубатура — 43 900 м³.
- длина станции 156 м.
- ширина станции 20,4 м.
- Глубина — 11,5 м ниже уровня земли.

Архитектор станции — Стефан Курилович.
Вблизи станции расположены:
Железнодорожная станция Варшава-Гданьска
Торговый центр «Аркадия»
Стадион Полонии
Бизнес-центр «Гданьский»